# Persone di nome Nicholas/Attori
| Questa pagina contiene informazioni ricavate automaticamente dalle voci biografiche con l'ausilio del template Bio e di un bot. L'aggiornamento è periodico e automatico e ricostruisce completamente la pagina. Se manca una persona in questa lista, sei pregato di non aggiungerla, ma accertati piuttosto che la sua voce biografica contenga il template Bio e che i dati anagrafici siano correttamente compilati. Se il template Bio manca, inseriscilo tu stesso o, in alternativa, metti l'avviso {{tmp\|Bio}} che ne segnala la mancanza. Se i dati riportati sono sbagliati, correggi direttamente la voce biografica; le modifiche saranno visibili in questa lista entro pochi giorni. Per chiarimenti vedi il progetto antroponimi. La lista contiene solo le 56 persone che sono citate nell'enciclopedia e per le quali è stato implementato correttamente il template Bio. Pagina aggiornata al 6 giu 2025. |

Questa è una lista di persone presenti nell'enciclopedia che hanno il nome Nicholas e sono attori.

## A(5)
- Nick Adams, attore statunitense (Nanticoke, n. 1931 - Beverly Hills, † 1968)
- Nick Adams, attore, cantante e ballerino statunitense (Erie, n. 1983)
- Nicholas Alexander, attore e musicista statunitense
- Michael Angelis, attore e doppiatore inglese (Paddington, n. 1944 - Thatcham, † 2020)
- Nicholas Audsley, attore britannico (Londra, n. 1982)

## B(9)
- Nicholas Barasch, attore, cantante e doppiatore statunitense (New York, n. 1998)
- Cooper Barnes, attore e disc jockey britannico (Sheffield, n. 1979)
- Nicholas Bell, attore britannico (Huddersfield, n. 1958)
- Nicholas Bishop, attore australiano (Swindon, n. 1973)
- Nicholas Blane, attore britannico (Leicester, n. 1962)
- Nick Blood, attore britannico (Londra, n. 1982)
- Nicholas Bond-Owen, attore britannico (Ashford, n. 1968)
- Nicholas Braun, attore statunitense (New York, n. 1988)
- Nicholas Brendon, attore statunitense (Los Angeles, n. 1971)

## C(9)
- Nicholas Campbell, attore canadese (Toronto, n. 1952)
- Nick Cannon, attore, conduttore televisivo e rapper statunitense (San Diego, n. 1980)
- Nick Cassavetes, attore, regista e sceneggiatore statunitense (New York, n. 1959)
- Nick Castle, attore, regista e sceneggiatore statunitense (Los Angeles, n. 1947)
- Nicholas Chavez, attore statunitense (Houston, n. 1999)
- Nicholas Clay, attore britannico (Londra, n. 1946 - Londra, † 2000)
- Nicholas Colasanto, attore e regista statunitense (Providence, n. 1924 - Los Angeles, † 1985)
- Nicholas Colla, attore, regista e sceneggiatore australiano (Melbourne, n. 1985)
- Richard Conte, attore statunitense (Jersey City, n. 1910 - Los Angeles, † 1975)

## D(1)
- Nicholas D'Agosto, attore statunitense (Omaha, n. 1980)

## E(1)
- Dylan Efron, attore statunitense (San Luis Obispo, n. 1992)

## F(2)
- Nicholas Farrell, attore britannico (Brentwood, n. 1955)
- Nick Frost, attore e comico britannico (Dagenham, n. 1972)

## G(2)
- Nicholas Galitzine, attore britannico (Londra, n. 1994)
- Nicholas Gonzalez, attore statunitense (San Antonio, n. 1976)

## H(4)
- Nicholas Hamilton, attore australiano (Lismore, n. 2000)
- Nicholas Hammond, attore e sceneggiatore statunitense (Washington, n. 1950)
- Nico Hiraga, attore statunitense (San Francisco, n. 1997)
- Nicholas Hoult, attore britannico (Wokingham, n. 1989)

## K(2)
- Nicholas Kepros, attore statunitense (Salt Lake City, n. 1932 - New York City, † 2023)
- Nick Kroll, attore, comico e sceneggiatore statunitense (Rye, n. 1978)

## L(2)
- Nicholas Le Prevost, attore inglese (Wiltshire, n. 1947)
- Nicholas Lea, attore canadese (New Westminster, n. 1962)

## M(2)
- Nick Mohammed, attore e comico britannico (Leeds, n. 1980)
- Nick Moran, attore, sceneggiatore e regista britannico (Londra, n. 1969)

## N(1)
- Nick Nolte, attore statunitense (Omaha, n. 1941)

## O(1)
- Nick Offerman, attore e scrittore statunitense (Minooka, n. 1970)

## P(5)
- Nicholas Parsons, attore, conduttore televisivo e conduttore radiofonico britannico (Grantham, n. 1923 - Aylesbury, † 2020)
- Nick Pickard, attore britannico (n. 1975)
- Nicholas Pinnock, attore britannico (Balham, n. 1973)
- Nicholas Podany, attore statunitense (Los Angeles, n. 1996)
- Nicholas Pryor, attore statunitense (Baltimora, n. 1935 - Wilmington, † 2024)

## R(3)
- Nick Robinson, attore statunitense (Seattle, n. 1995)
- Nicholas Rogers, attore e modello australiano (Sydney, n. 1969)
- Nicholas Rowe, attore britannico (Edimburgo, n. 1966)

## S(2)
- Nicholas Sadler, attore statunitense (Minneapolis, n. 1967)
- Nick Swardson, attore e produttore cinematografico statunitense (Minneapolis, n. 1976)

## T(2)
- Nick Tate, attore australiano (Sydney, n. 1942)
- Nicholas Turturro, attore statunitense (New York, n. 1962)

## V(1)
- Nick Vallelonga, attore, regista e produttore cinematografico statunitense (New York, n. 1959)

## W(1)
- Nick Wyman, attore statunitense (Portland, n. 1950)

## Z(1)
- Nick Zano, attore statunitense (Nutley, n. 1978)